# Futbol Klubu Sumqayit
Il FK Sumqayit (ufficialmente Futbol Klubu Sumqayit) è una società calcistica azera con sede nella città di Sumqayıt, fondata nel 2010.
Dalla stagione 2011-2012 milita nella Premyer Liqası, la massima serie del campionato azero.

## Storia
Il club venne fondato nel 2010 e partecipò alla Birinci Divizionu, campionato di seconda serie. Terminò la stagione al settimo posto ma venne promosso in Premyer Liqası sostituendo l'Abşeron Bakı che si sciolse.
Cambiò nome in Sumqayıt Şəhər Peşəkar Futbol Klubu e disputò il primo campionato in massima serie con una formazione piena di giovani under 19 e 17 e fu concluso al dodicesimo e ultimo posto ma si salvò avendo la federazione azera bloccato promozioni e retrocessioni.
Tornò al nome originale e concluse anche il campionato successivo nelle parti basse della classifica finendo al decimo posto.
Nella coppa nazionale non passò mai gli ottavi di finale.

## Stadio
Il club disputa gli incontri casalinghi nello Stadio Mehdi Huseynzade, impianto polifunzionale di Sumqayıt con una capacità di 15.350 spettatori.

## Palmarès

### Altri piazzamenti
- Campionato azero:

Terzo posto: 2020-2021
- Coppa d'Azerbaigian:

Finalista: 2018-2019, 2020-2021
Semifinalista: 2017-2018, 2019-2020

## Organico

### Rosa 2024-2025
Aggiornata al 15 settembre 2024.
| N. |                        | Ruolo | Calciatore                 |
| -- | ---------------------- | ----- | -------------------------- |
| 1  | Azerbaigian (bandiera) | P     | Mehdi Cənnətov             |
| 2  | Azerbaigian (bandiera) | D     | Rail Məlikov               |
| 3  | Azerbaigian (bandiera) | D     | Vurğun Hüseynov (capitano) |
| 4  | Azerbaigian (bandiera) | D     | Şəhriyar Əliyev            |
| 5  | Russia (bandiera)      | D     | Džamaldin Chodžanijazov    |
| 6  | Azerbaigian (bandiera) | C     | Vüqar Mustafayev           |
| 8  | Iran (bandiera)        | A     | Peyman Babaei              |
| 9  | Montenegro (bandiera)  | A     | Nikola Vujnović            |
| 10 | Israele (bandiera)     | C     | Amir Agayev                |
| 13 | Azerbaigian (bandiera) | P     | Aydin Bayramov             |
| 14 | Azerbaigian (bandiera) | D     | Elvin Bədəlov              |
| 17 | Azerbaigian (bandiera) | C     | Murad Khachayev            |
| 18 | Azerbaigian (bandiera) | C     | Suleyman Ahmadov           |

| N. |                        | Ruolo | Calciatore             |
| -- | ---------------------- | ----- | ---------------------- |
| 20 | Azerbaigian (bandiera) | C     | Rufat Abdullazade      |
| 22 | Azerbaigian (bandiera) | D     | Sertan Tashkin         |
| 25 | Azerbaigian (bandiera) | C     | Bakhshali Bakhshaliyev |
| 28 | Azerbaigian (bandiera) | C     | Sabuhi Abdullazade     |
| 36 | Azerbaigian (bandiera) | P     | Suleyman Suleymanov    |
| 42 | Azerbaigian (bandiera) | A     | Elnur Cəfərov          |
| 44 | Azerbaigian (bandiera) | C     | Elvin Jafarguliyev     |
| 46 | Russia (bandiera)      | C     | Aleksej Isaev          |
| 50 | Azerbaigian (bandiera) | D     | İlqar Qurbanov         |
| 70 | Iran (bandiera)        | A     | Mehdi Sharifi          |
| 90 | Azerbaigian (bandiera) | C     | Rəhim Sadıqov          |
| 97 | Azerbaigian (bandiera) | C     | Xəyal Nəcəfov          |

## Partecipazioni europee
| Stagione | Competizione       | Turno | Avversario | Casa | Trasferta | Somma |
| -------- | ------------------ | ----- | ---------- | ---- | --------- | ----- |
| 2020-21  | UEFA Europa League | 1Q    | Škendija   | 0-2  |           |       |